# Teodore Meyer
Teodoro Meyer (Pehuajó, Corrientes, Argentina, 11 de desembre de 1910 - Tucumán, Argentina, 7 d'abril de 1972) va ser un botànic, professor i fitogeògraf argentí, d'origen alemany.
Va ser contractat per la Universitat Nacional de Tucumán en la "Secció Sistemàtica Fanerogámica" de l'Institut Miguel Lillo, i professor de Botànica i de Fitogeografia.
Una de les seves publicacions de 1957 va ser Les espècies de Menodora (Oleaceae) de l'Argentina, Bolívia, Paraguai i Uruguai, Lilloa 28: 209- 245, 7 figs.
El 1967, juntament amb el seu gran amic el Farmacèutic Antonio A. Ferro va descobrir propietats medicinals en l'entrescorça de l'arbre lapacho (Tabebuia avellanedae): el seu producte lapachol, te natural, es va fer famós al món com enfortidor del sistema immunològic humà.

## Honors
La comissió Nacional de Cultura de la República Argentina va premiar la seva obra “Flora del Chaco” amb el "Premi Regional NEA" el 1937 i per “Asclepeadaceas” el 1944.
El 1965 el seu llibre “Estudis sobre la selva tucumana”, al que li va dedicar més de 20 anys de treball, va ser mereixedor del 1º Premi Nacional de Ciències (1960-1965).

### Epònims
Com a homenatge a la seva labor botànica a Amèrica i a Europa li van imposar el seu nom a més de dues-centes noves espècies vegetals, entre unes altres:
- Tropeolum meyeri Sparre
- Juelia meyeri Sleumer
- Aloysia meyeri Moldenke
- Lycium meyeri T.M.Barkley
- Eichornia meyeri A.Schulz
- (Leguminosae) Astracantha meyeri (Boiss.) Podlech 1983
- (Orchidaceae) Polystachya meyeri P.J.Cribb & Podz. 1978
- (Portulacaceae) Portulaca meyeri D.Legrand
- (Portulacaceae) Anacampseros meyeri Poelln. 1929
- (Primulaceae) Primula meyeri Rupr.
- (Rhamnaceae) Rhamnus meyeri C.K.Schneid.